# Mijaíl Mil
Mijaíl Leóntievich Mil (en ruso: Михаи́л Лео́нтьевич Миль; Irkutsk, Imperio ruso, 22 de noviembre de 1909-Moscú, Unión Soviética, 31 de enero de 1970) fue un ingeniero aeroespacial soviético. Fundó la Fábrica de helicópteros Mil de Moscú, la cual es responsable de muchos de los muy conocidos modelos de helicópteros soviéticos.

## Biografía
Su padre fue empleado en el ferrocarril Transiberiano, y su madre fue dentista. Su abuelo fue un cantonista que había sido expulsado de Libava (hoy Liepāja), Lituania, y se asentó en Siberia después de 25 años en la Marina Imperial Rusa.
A los 12 años, ganó el primer premio por un modelo de planeador de competición. En 1926 ingresó al Instituto Tecnológico Siberiano en Tomsk; sin embargo, debido a que no había un plan de estudios para ingeniería aeronáutica, en 1928 fue transferido al Instituto Politécnico de Don en Novocherkask, donde pudo especializarse en aviación. Se casó en 1932 con una compañera de estudios, P.G. Rudenko, con quien tuvo cuatro hijas y un hijo.
Después de graduarse en el Instituto en 1931, comenzó su carrera en el TsAGI, muy tarde para trabajar con su fundador original, Nikolái Zhukovski. Se especializó en el diseño de autogiros y fue asistente de su futuro rival, Nikolái Kámov. Con el inicio de la Segunda Guerra Mundial, fue reclutado por el Ejército Rojo y luchó en el Frente Oriental en 1941 cerca de Yelnya. En 1943 fue convocado para continuar con la investigación y desarrollo para mejorar la estabilidad y control de los aviones de combate. Completó su tesis ("Candidato", 1943, Ph.D., 1945) y en 1947 dirigió el Laboratorio de Helicópteros en el TsAGI, el cual se convirtió, más tarde, en la Fábrica de Helicópteros de Moscú.
Sus creaciones ganaron muchos premios nacionales e internacionales, y lograron 69 marcas mundiales. El notable fue la Medalla de Oro lograda por el Mil Mi-4 en la Exposición Internacional de Bruselas en 1958. En 1971, luego de su muerte, su Mil Mi-12 ganó el Premio Sikorsky como el más potente helicóptero del mundo. Al contrario que su rival soviético, Nikolai Kamov, Mil disfrutó de un gran prestigio debido a sus helicópteros de un solo rotor, mientras que Kamov usa un esquema de doble rotor, el cual es más controvertido.
Murió en 1970 y fue incinerado en el cementerio de Yudinskoe, en las afueras de la capital rusa.

## Medallas y honores
- Orden de Lenin (tres veces)
- Orden de la Bandera Roja del Trabajo
- Orden de la Estrella Roja
- Héroe del Trabajo Socialista - por las contribuciones excepcionales al desarrollo de la aviación soviética, a Mijaíl Mil le fue concedido el título de Héroe del Trabajo Socialista, la Orden de Lenin y la Medalla de Oro del Martillo y la Hoz
- Premio Lenin (1958)
- Premio Estatal de la Unión Soviética (1968)
- Orden de la Guerra Patria, 1.ª clase
- Orden Polonia Restituta, 5.ª clase (Polonia)